# Linea Aspera (Band)
Linea Aspera war ein 2011 gegründetes, 2013 aufgelöstes und 2019 reaktiviertes Electro-Wave-Projekt.

## Geschichte
Linea Aspera wurden im November 2011 von der Australierin Alison Lewis und dem Briten Ryan Ambrige in London gegründet. Das Duo teilte sich die kompositorischen Aufgaben. Ambridge übernahm die Komposition der elektronischen Musik, während Lewis die Texte verfasste und die Gesangskomposition plante. Dazu übernahm Ambridge die Studioarbeit der Aufnahme, der Abmischung und des Masterings.
Mit der im Januar 2012 erschienen selbstbetitelten EP, die im Selbstverlag vertrieben wurde, konnten Linea Aspera hohe internationale Anerkennung in der Schwarzen Szene erlangen. Das deutsche Dark-Wave-Label No Emb Blanc sowie das amerikanische Label Dark Entries Records reagierten und nahmen Linea Aspera unter Vertrag. No Emb Blanc, welches mit Sixth June und Nina Belief bereits ähnliche Interpreten unter Vertrag hielt, gab das noch 2012 veröffentlichte erneut selbstbetitelte Album als CD heraus, während das auf Wiederveröffentlichungen von Interpreten wie Eleven Pond, The Neon Judgement und Dark Day spezialisierte Label Dark Entries Records eine Vinylvariante herausgab. Das Album enthielt sowohl Neuaufnahmen der auf der EP veröffentlichten Stücke, wie neue Lieder und wurde ebenso wie die EP ausschließlich positiv besprochen. Für Markus Kolodziej der das Album für das Ox-Fanzine rezensierte, stellte Linea Aspera „ein Debütalbum [dar], das zum Besten in Sachen Minimal Synth und Cold Wave gehört, was in den letzten Jahren erschienen ist.“ Auch im Magazin Gothic wird das Album ähnlich gelobt und ebenso als eines der besten Debütalben im Genre beschrieben. Dabei wird die insbesondere die „Einheit aus Sound und Visualität“ betont. In der Rezension des Webzines Gothic.at wurde es gar ein „geniales Meisterwerk“ genannt. Ebenso wurde das Album in einer Rezension des Webzines Black Magazine hoch gelobt und zu einem der Besten Alben des Jahres 2012 erklärt.
Auf die Veröffentlichung folgend bestritt das Duo einige Konzerte. Den letzten Auftritt beging Linea Aspera beim Graunzone Festival in Amsterdam. Nachfolgend gaben Lewis und Ambridge ihre Auflösung bekannt. Mit Linea Aspera II veröffentlichte das Duo im Oktober 2013 drei verbliebene Stücke über das belgische Label Weyrd Son Records in einer auf 300 Exemplare limitierten 12"-Vinyl-EP. Linea Aspera II wurde kaum rezensiert. Philippe Blackmarquis beurteilte die EP im Peek-a-Boo Magazine positiv und verwies dabei auf zwei „must-have songs“, bezeichnete die EP dennoch als ein unfertiges Werk, welches die Trauer um die aufgelöste Band nur verstärke. Im Januar 2017 veröffentlichte das Duo eine weitere EP mit zwei Stücken, welche zuvor auf Kompilationen erschienen, nachdem die ursprünglichen Tonträger nicht mehr erhältlich waren. Die EP Compilation Excavation erschien ausschließlich als Download über Bandcamp.
Nach der Wiedervereinigung trat Linea Aspera u. a. beim WGT 2022 auf. 2023 veröffentlichte die Sängerin unter ihrem aktuellen Namen Zanias (vollständig: Zoé Zanias) mehrere Stücke als Solokünstlerin und kündigte ein weiteres Album an.

## Stil
Die von Linea Aspera gespielte Musik wird dem Electro Wave, Synthie-Pop und Minimal Electro zugeordnet. Trotz eines Verzichts auf jedwedes Gitarrenspiel wird auch der Begriff Cold Wave bemüht, um die Musik zu kategorisieren. Als Vergleichsgröße werden insbesondere Lebanon Hanover und Sixth June benannt. Dabei sei Linea Aspera allerdings „geradliniger und tanzbarer“. Die Musik stünde insbesondere über den gepflegten Minimalismus in einer direkten Traditionslinie des Dark Wave der 1980er Jahre, übertrage diese allerdings in ihre Zeit. In der Besprechung des Black Magazine wird die Musik als „flotte[r] Minimal-Synth-Pop mit Einflüssen aus EBM, Industrial und Wave“ beschrieben.
Die Musik wird hauptsächlich auf analogen Synthesizern gespielt, weitere Instrumente und Computerprogramme werden kaum genutzt. Das Equipment des Duos besteht aus den Synthesizern Roland SH-09, Roland Juno 6, Vermona DRM MKiii, Korg Poly 800 und Analogue Solutions Semblance. Ambridge ordnet diesen Instrumenten einen warmen Klang zu. In Rezensionen wird die Musik eher als kalt und düster bezeichnet.
Lewis ätherischer Gesang wird als eindringlich, dunkel und kräftig, traurig-melodisch sowie als unterkühlt, glasklar und distinguiert beschrieben. Selbst gibt sie HTRK sowie Lisa Gerrard als stimmliche und Maynard James Keenan und Morrissey als lyrische Einflüsse an.

## Diskografie
- 2012: Linea Aspera (EP, Selbstverlag)
- 2012: Linea Aspera LP (Album, No Emb Blanc/Dark Entries)
- 2013: Linea Aspera II (EP, Weyrd Son Records)
- 2017: Compilation Excavation (Download-EP-Kompilation, Selbstverlag)
- 2019: Preservation Bias (Kompilation, Dark Entries)
- 2020: Linea Aspera LP II (Album)